# 狄波拉
狄波拉（1951年10月27日—），原名李敏儀，又名李嬙，狄波拉一名來自她的英文名字“Deborah”，香港演員、主持人。

## 背景
狄波拉是孤兒。據其子謝霆鋒描述，「是被放在人家门口按门铃就跑掉的婴儿。领养她的爸爸是一个百分之百的英国人，她一直到长大都不知道自己的亲生父母是谁。」「到了進入娛樂圈之後，就是因為她出名之後，很多的父母出來認她，每一封信都是寫著『我是你親生的父母』，她當然好奇到底她真正的父母是誰，但是她也在想，如果是因為我現在開始成功了，或者是成名了你們才來認我，我才不要打開這個信，所以她說要把箱子裏面所有的信，任它是應該是她『父母』的，親父母的都扔掉。」
狄波拉幼年被帶到泰國賣髮夾長大，养母在她10岁出头便要她出来工作。她於十多歲時在香港尖沙咀格致英文書院上學，同期开始学习歌舞随团四处演出。1973年3月25日（星期日）凌晨，時年21歲的狄波拉於香港希爾頓酒店大禮堂「東方之珠選美會」主辦的1973年度香港小姐競選中勝出獲得冠軍，由周啟邦夫人加冕冠軍后冠（同年6月無綫電視亦主辦該電視台的第一屆香港小姐選舉，由孫泳恩奪魁）。狄波拉其后代表香港參選1973年5月18日（星期五）在菲律賓馬尼拉舉行的「亞太小姐」選舉（此為亞洲地區的國際性選美比賽，並非亞洲電視在1985年起舉行的亞洲小姐競選），再在1974年2月參加「太平洋皇后」選美會。
狄波拉中學畢業後於1973年跟歌唱導師學習唱歌。本來有意投身香港演藝圈的她適逢有人邀請香港歌手赴泰作歌唱登台演出，她便在其老師鼓勵下前往曼谷的夜總會當駐場歌手。當選港姐後，狄波拉同時向演員和主持人方向雙線發展。1974年與嘉禾簽署電影演員合約兩年，曾經拍攝《大千世界》（1974）等多齣電影，又於麗的電視（亞洲電視的前身）主持綜藝節目《麗視滿香江》，擔任《想當年》項目、演出《阿嬌阿妙》趣劇並表演歌舞；亦參演話劇《喜怒哀樂》 及主持《百花齊放》電視節目。1975年，狄波拉獲無綫電視招攬，擔任長壽綜藝節目《歡樂今宵》的主持，又於1976年演出無綫長劇《狂潮》。她與汪明荃、沈殿霞、鄭裕玲、李司棋、黃淑儀、趙雅芝一度成為鎮台之寶。
1980年代初，狄波拉聯同黃韻詩、沈殿霞、葉德嫻、鄭裕玲等演出棟篤笑（相聲）。1987年移民加拿大，後回流香港，但淡出演藝圈。

## 個人生活
1979年同謝賢結婚，育有一子謝霆鋒及一女謝婷婷；1995年離婚。
2000年，與新加坡籍機師江耀城（綽號「鬍鬚Kong」）於新加坡再婚。

## 演出作品

### 電影
| 年 份  | 片 名                | 角 色  |
| 1975年 | 十三不搭             |        |
| 1975年 | 大千世界             | 金蘭花 |
| 1976年 | 星座奇趣錄           |        |
| 1976年 | 女人呢樣嘢           |        |
| 1977年 | 金玉良緣紅樓夢       | 紫鵑   |
| 1977年 | 講數                 |        |
| 1977年 | 香港艾曼妞           | 蘇菲菲 |
| 1977年 | 出術                 |        |
| 1977年 | 說謊世界             |        |
| 1978年 | 陸小鳳傳奇之綉花大盜 |        |
| 1978年 | 偷食搶食搵飯食       | 金小姐 |
| 1979年 | 懵女、大賊、傻偵探   |        |
| 1986年 | 富貴列車             |        |
| 1988年 | 猛鬼佛跳牆           |        |
| 1993年 | 情天霹靂之下集大結局 |        |

## 演出作品

#### 電視劇（麗的電視）
| 年 份  | 劇 名    | 角 色 |
| 1974年 | 喜怒哀樂 |       |
| 1975年 | 海角風雲 |       |

#### 電視劇（無綫電視）
| 年 份  | 劇 名                      | 角 色            |
| 1976年 | 少年十五二十時             | 施維亞（第7集）  |
| 1976年 | 書劍恩仇錄                 | 玉如意           |
| 1976年 | 家家有本難唸的經：無形界線 | Teresa           |
| 1976年 | 龍虎豹II                   | Shirley（第2集） |
| 1976年 | 狂潮                       | 雷茵             |
| 1976年 | 近代豪俠傳：小鳳仙         | 小鳳仙           |
| 1977年 | 大報復                     | 蔡夫人           |
| 1978年 | 幻海奇情：在天我等父者     | 太太             |
| 1980年 | 衝擊                       | 戚薔薇           |
| 1980年 | 離別鉤                     | 呂素文           |
| 1981年 | 妙手神偷                   | 周詠詩           |
| 1986年 | 神勇CID                    | 易海倫           |
| 1986年 | 黃金十年                   | 馮 春            |
| 1987年 | 鄭成功                     | 顏淑賢           |

#### 電視劇（佳藝電視）
| 年 份  | 劇 名          | 角 色 |
| 1978年 | 推理劇場之面具 |       |

## 主持作品

### 電視節目
| 年 份        | 頻 道    | 節 目 名                 |
| 1974年       | 麗的電視 | 麗視滿香江               |
| 1974年       | 麗的電視 | 百花齊放                 |
| 1976－1987年 | 無綫電視 | 歡樂今宵                 |
| 1977年       | 無綫電視 | 第一屆香港金唱片頒獎典禮 |
| 1978年       | 無綫電視 | 第二屆香港金唱片頒獎典禮 |
| 1979年       | 無綫電視 | 第三屆香港金唱片頒獎典禮 |
| 1983、1984年 | 無綫電視 | 花花世界                 |

## 外部連結
- 中文電影資料庫-狄波拉 （页面存档备份，存于）
- 狄波拉在互联网电影资料库（IMDb）上的資料（英文）
- 狄波拉在香港影庫上的簡介
- 狄波拉在豆瓣上的资料（简体中文）
- 狄波拉在时光网上的簡介（简体中文）

| 前任： 何茜茜 | 香港小姐競選（東方之珠選美會主辦）冠軍 1973年 | 繼任： 余莎莉（東方之珠選美會主辦） 張文瑛（無綫電視主辦） |